# Brightpoint
Brightpoint ist ein US-amerikanischer, ehemals börsennotierter Distributor für drahtlose Kommunikationsgeräte und Zubehör, wie zum Beispiel Mobiltelefone. Seit Juli 2012 ist Brightpoint ein Tochterunternehmen der Ingram Micro. Die Marke Brightpoint wurde 2013 durch Ingram Micro Mobility ersetzt.

## Geschichte
Das Unternehmen Dangaard Telecom hatte seinen Firmensitz in Padborg, Dänemark. Hauptgeschäftsführer war Steen F. Pedersen.
Im Geschäftsjahr 2002/3 erzielte die Dangaard Telecom einen Umsatz von 1,2 Mrd. Euro und einen Vorsteuergewinn von 16,6 Mio. Euro.
Dangaard Telecom war mit einem Umsatzvolumen von über 1,6 Milliarden Euro im Geschäftsjahr 2004/5 und rund 1000 Mitarbeitern in 15 Ländern Europas größter Distributor im Bereich Mobilfunk und Telekommunikation.
Die seit 1999 bestehende deutsche Tochter Dangaard Telecom Germany GmbH war mit einem Umsatz von rund 380 Millionen Euro (2004) sowie 517 Mio. Euro (2006) und 180 Mitarbeitern (2006) eines der größten Unternehmen der Region Trier. Firmensitz ist Trier.

### Fusion
Der TK-Distributor Brightpoint hatte die Mehrheit an seinem dänischen Konkurrenten Dangaard Telecom übernommen. Die Transaktion wurde in Form eines Aktientausches abgewickelt. Dangaard erhielt im Gegenzug einen Anteil von 37 Prozent an Brightpoint sowie drei Posten im Aufsichtsrat. Chef des fusionierten Unternehmens wurde der bisherige Brightpoint-CEO Robert J. Laikin. Firmensitz ist Plainfield im US-Bundesstaat Indiana. Die Europazentrale bleibt in Dänemark. Dangaard-CEO Steen F. Pedersen wird künftig als Präsident das Europageschäft leiten. 
Das neue Branchenschwergewicht erwirtschaftete Unternehmensangaben zufolge 2006 einen Umsatz von rund 4,6 Milliarden US-Dollar und einen geschätzten operativen Gewinn von 106 Millionen Dollar. Zusammen verkauften die beiden TK-Distributoren 2006 mehr als 64 Millionen Geräte. Die Transaktion wurde Anfang August 2007 abgeschlossen. Ab 2008 traten beide Unternehmen unter dem gemeinsamen Namen Brightpoint auf. In Trier befand sich weiterhin das Logistikzentrum von Brightpoint in Deutschland. 2008 beschäftigte Brightpoint Germany in Trier 186 Mitarbeiter.
Brightpoint erzielte 2011 einen Umsatz von 5,24 Mrd. Euro und einen Gewinn von 48,8 Mio. Euro. Es handelte mit 112,2 Mio. Geräten.
Im Oktober 2012 wurde Brightpoint für 840 Mio. US-$ von Ingram Micro übernommen. Sechs seiner obersten Führungskräfte erhielten eine Abfindung von 30,7 Mio. US-$.
Das Brightpoint Logistikzentrum in Trier beschäftigte 2012 170 Mitarbeiter.
2013 wurde die Marke Brightpoint in Ingram Micro Mobility umbenannt.
Das Logistikzentrum in Trier wurde 2014 geschlossen und durch das Logistikzentrum von Ingram Micro in Straubing ersetzt.